# Polymera aitkeni
Polymera aitkeni är en tvåvingeart som beskrevs av Alexander 1978. Polymera aitkeni ingår i släktet Polymera och familjen småharkrankar.
Artens utbredningsområde är Panama. Inga underarter finns listade i Catalogue of Life.